# ハロルド・コール
ハロルド・コール（Harold Cole, 1906年1月24日 - 1946年1月8日）は、イギリス出身の軍人。ハリー・コール（Harry Cole）、ポール・コール（Paul Cole）の名でも知られる。第二次世界大戦中、イギリス軍人としてフレンチ・レジスタンスの援護に従事していたが、後にナチス・ドイツ側へと寝返った。彼の行動は連合国軍に少なからぬ損害を与えたとされ、「大戦における最悪の裏切り者」（the worst traitor of the war）とも称された。終戦後、彼を逮捕しようと駆けつけたフランス側官憲に抵抗し、射殺された。

## 経歴

### イギリス陸軍と抵抗運動
1906年、東ロンドンの貧民街にて生を受ける。10代の頃には強盗、横領、手形詐欺などの軽犯罪を重ねており、第二次世界大戦勃発までに何度かイギリス国内の刑務所に収監された。1939年9月、刑期短縮を受け釈放された後、過去の犯罪歴を隠してイギリス陸軍に入隊した（認識番号1877989RE）。兵科は工兵で、配属先は第4歩兵師団第18野戦兵站中隊（18th Field Park Company）だった。1939年末、イギリス海外派遣軍の一員としてフランスに派遣され、ロワゾン＝ス＝ランスに駐屯する。フランス勤務中には軍曹（Sergeant）へと昇進している。1940年5月、下士官食堂から金品を盗んだため営倉に入れられる。そのため、フランス降伏の際に撤退から取り残されてしまい、コールは進駐してきたドイツ軍の捕虜となった。

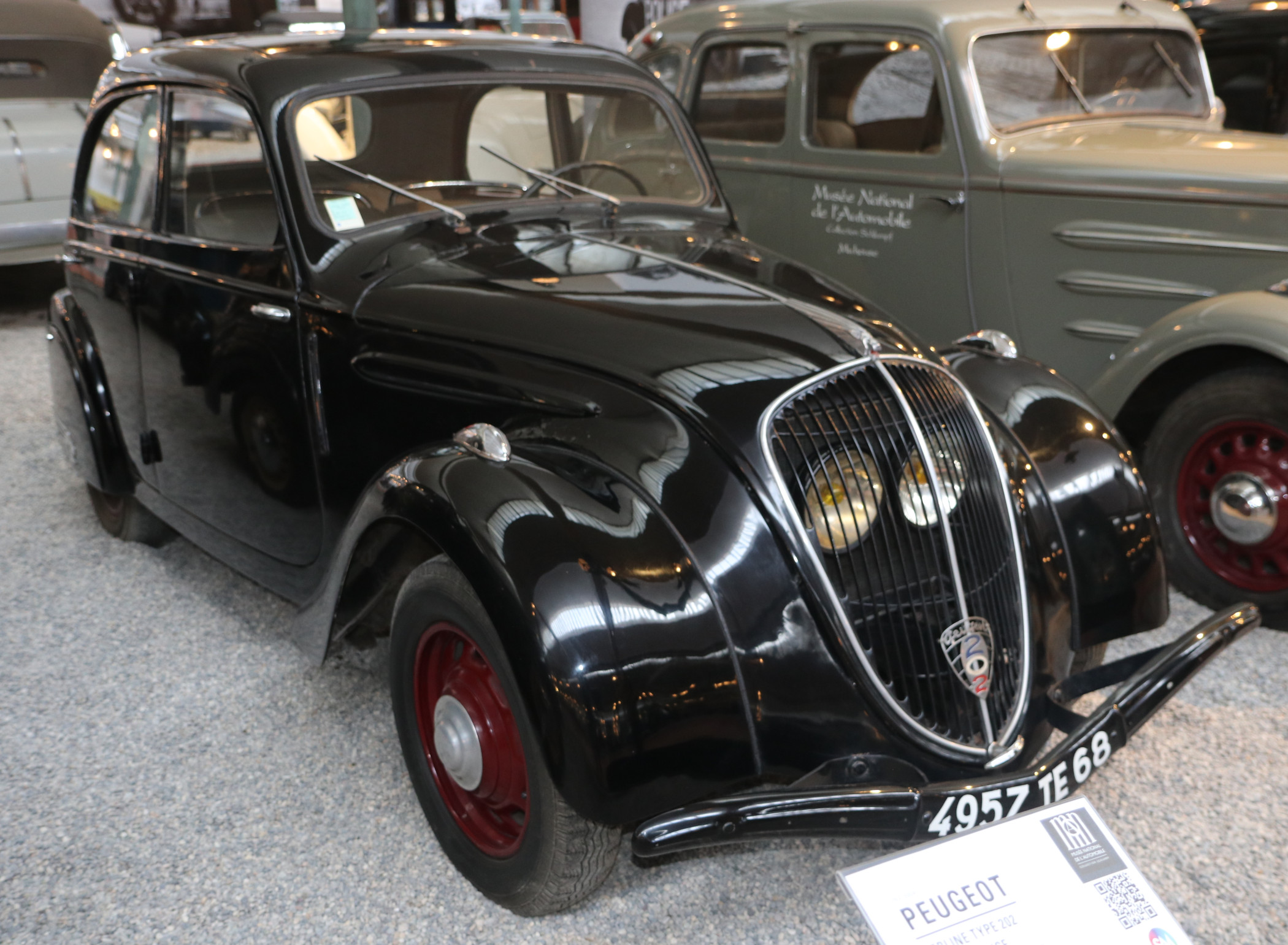
コールセンターが逃走に使ったプジョー202

しかし、その直後にコールは黒いプジョー202を盗んで脱走を遂げた。逃亡先のリールでは地元の闇市場に顔を出しており、「自分はスコットランドヤードの元刑事で、今はイギリス情報部の大尉として活動している」などと身分を偽っていた。その後マルセイユに移ると、レジスタンスのために逃走経路および隠れ家の確保、連絡員、書類偽装といった仕事を手がけるようになった。この時期にはポール・コール大尉を自称していたが、メイソン、ロック、コーサー、デ・ローベル、アンダーソン、デラム、ゴドフリーなどの偽名も用いた。コールは「上流階級の優雅な英国紳士」風の振る舞いを好み、プラスフォーを穿き、ポマードで髪をなでつけ、短く切りそろえた口ひげを生やしていた。彼が担当していたレジスタンスへの支援工作は、特殊作戦執行部（SOE）の全面的な援護を受けていた。

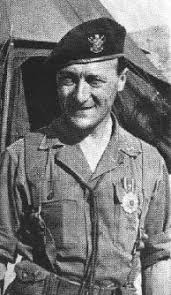
アルベール・ゲーリス

しかし1941年になるとコールはベルギー出身のレジスタンス指導者であったアルベール・ゲーリスから、活動資金の横領の疑いをかけられることになる。ゲーリスは連合国軍の兵士がジブラルタルへ向かうために使用したパット・ライン（Pat Line）という逃走経路の運用担当者だったが、SOEがコールの身分を保証する旨を伝えてきても信用しようとはしなかった。そのため部下にコールを監視させ、彼が活動資金を横領してはナイトクラブや高級レストランに入り浸って「上流階級の生活」を送ることに注ぎ込んでいたという証拠を抑えた。こうして幹部らが処分を決定するまでコールは監禁されることとなったが、幹部らが熟考の末に処刑を決断した頃には、コールは既に窓をこじ開けて脱走を遂げていた。

### 対独協力者
脱走後、コールはゲシュタポに自首した。レジスタンスのメンバーの氏名および住所を記録したおよそ30ページもの名簿をドイツ側に提出した後にコールは親衛隊保安部（SD）のエージェントとなり、コールはパリ・フォッシュ大通り84番地のSD支局に配属。国家保安本部（RSHA）との共同のもと、レジスタンスの逮捕や彼自身がかつて運用に関与していた逃走経路の摘発に参加コールの密告で逮捕された者にはイアン・ガロウやゲーリスといった大物もおり、逮捕の際にはしばしばコールも居合わせていたばかりか他のメンバー同様ドイツ側の治安部隊に逮捕されたこともあって彼の内通に気づく者はいなかったという。コールの密告によって少なくとも150人のレジスタンスが逮捕・拘留されたと言われており、そのうち50人がゲシュタポによって処刑された。ドイツのエージェントとなった後、しばらくするとコールは自らが好む「古いやり方」に回帰した。彼はフランス人女性と結婚したが、彼女が流産するとすぐに離婚した。他に複数の愛人もあった。「イギリスに帰国した後に必ず返済する」などとと言いくるめ、愛人から貯金をだまし取ったこともあった。

### 敗戦後
1944年、連合国軍による解放直前にパリを脱出する。終戦後の1945年6月、コールはバート・ザウルガウにて、「アルプス国家要塞へと逃亡中の党高官および人狼部隊の摘発という秘密任務を帯びたイギリス将校、メイソン大尉」なる身分を騙って活動し始めた。しかし、彼から近況を知らせる葉書を受けとったパリ在住の元愛人の通報を受け、MI9（英軍情報部9課）がコールの逮捕に乗り出した。こうしてコールはパリのSHAEF付軍刑務所に収監されたが、1945年11月18日にはアメリカ軍人に成り済まして、慌てることなく堂々と正面ゲートを抜けて脱獄を遂げた。
1946年1月8日、匿名の通報を受けたフランス警察によってパリのグルネル通り沿いのバーの4階に潜伏していたコールを発見、コールが抵抗したことから射殺された。遺体はパリの貧民墓地（pauper's grave）に埋葬された。